# Kenny Omega
Tyson Smith, meglio conosciuto come Kenny Omega (Winnipeg, 16 ottobre 1983), è un wrestler canadese sotto contratto con la All Elite Wrestling e la New Japan Pro-Wrestling.
È principalmente ricordato per i suoi lunghi trascorsi nella New Japan Pro-Wrestling, federazione giapponese nella quale ha detenuto una volta l'IWGP Heavyweight Championship, una volta l'IWGP Junior Heavyweight Championship, una volta l'IWGP Intercontinental Championship, due volte l'IWGP United States Championship e una volta l'IWGP Junior Heavyweight Tag Team Championship (con Kōta Ibushi); nell'estate del 2016 ha inoltre vinto il torneo principale della federazione, il G1 Climax, risultando essere il primo ed unico wrestler non giapponese ad aver conseguito questo risultato.
È un quattro volte campione del mondo di wrestling avendo detenuto l'AEW World Championship, l'Impact World Championship, il Mega Campeonato AAA e l'IWGP Heavyweight Championship.

## Carriera

### Gli esordi (2000–2005)
Fattosi notare agli inizi della sua carriera con la gimmick di Scott Carpenter, un surfista hawaiano, tra il 2000 e il 2005 militò in alcune federazioni del circuito indipendente canadese tra cui la Premier Championship Wrestling, dove vinse quattro volte il PCW Heavyweight Championship.

### Deep South Wrestling (2005–2006)
Nell'ottobre del 2005 partecipò ad un provino presso la World League Wrestling presieduto da Harley Race e per il quale supervisionò anche John Laurinaitis, all'epoca un talent scout della World Wrestling Entertainment; Smith stupì particolarmente Laurinaitis, il quale convinse la federazione di Stamford ad ingaggiarlo ed inviarlo nel territorio di sviluppo della Deep South Wrestling. Il canadese non riuscì però mai a debuttare nel main roster della WWE e chiese quindi la rescissione del contratto nell'agosto del 2006.
Negli anni successivi, ha affermato di non essersi ambientato bene durante il suo periodo in DSW, criticando alcuni allenatori come Bill DeMott e Bob Holly per via dei loro comportamenti ritenuti sopra le righe; egli, inoltre, ha rivelato di aver ricevuto cinque offerte dalla WWE tra il 2014 e il 2019 e di averle rifiutate tutte.

### Circuito indipendente (2006–2013)
A partire dal settembre del 2006 iniziò ad interpretare la gimmick di Kenny Omega, un otaku appassionato di manga e videogiochi, che lo portò ad un grande successo in federazioni indipendenti del panorama statunitense e giapponese.

### New Japan Pro-Wrestling (2013–2019)
Kenny Omega raggiunge la fama mondiale quando, dopo aver sciolto l'alleanza con Ibushi, nel novembre del 2014 entrò a far parte del Bullet Club, stable composta principalmente da wrestler non giapponesi (gaijin), adottando al contempo il soprannome di "The Cleaner". Al suo primo match come membro della stable, tenutosi il 4 gennaio 2015 a Wrestle Kingdom 9, sconfisse Ryusuke Taguchi conquistando l'IWGP Junior Heavyweight Championship, ma lo perse poi contro Yujiro Kushida il 5 luglio a Dominion.
Il 5 gennaio 2016 combatté in un tag team match con il leader del Bullet Club, AJ Styles, perdendo contro Nobuo Yoshi-Hashi e Shinsuke Nakamura: dopo l'incontro la stable si rivoltò contro Styles, che dopo poche settimane sarebbe passato in WWE, eleggendo Omega come nuova guida. Il 14 febbraio Omega sconfisse Hiroshi Tanahashi per il vacante IWGP Intercontinental Championship e sei giorni dopo, assieme agli Young Bucks, vinse anche il NEVER Openweight 6-Man Tag Team Championship sconfiggendo i fratelli Briscoe e Toru Yano; difese il titolo Trios per tre volte e il titolo intercontinentale per due. Dal 22 luglio al 13 agosto 2016 prese parte al G1 Climax raggiungendo la finale, che portò poi a casa il 14 agosto battendo Hirooki Goto e ottenendo così, alla prima partecipazione (e per la prima volta nella storia da parte di un non giapponese), la title shot a Wrestle Kingdom 11 il 4 gennaio 2017 con in palio l'IWGP Heavyweight Championship detenuto da Kazuchika Okada. Il terzo match si è disputato il 12 agosto 2017 nell'ambito del G1 Climax e vide la vittoria di Omega, il quale però poi perse la finale del torneo contro Tetsuya Naito. Nel weekend tra il 1º e il 2 luglio 2017, in occasione di un evento speciale tenutosi negli Stati Uniti, Omega sconfisse nell'ordine Michael Elgin, Jay Lethal e Tomohiro Ishii in un torneo ad otto uomini finalizzato ad incoronare il primo IWGP United States Champion della storia. Dopo aver difeso il titolo per tre volte, il 5 novembre fu sfidato da Chris Jericho: l'incontro si tenne il 4 gennaio 2018 a Wrestle Kingdom 12 e vide la vittoria di Omega in un No Disqualification match durato circa 35 minuti.
Nel corso dello stesso anno la sua leadership all'interno del Bullet Club fu messa in discussione da Cody; dopo essere stato attaccato da quest'ultimo ed aver perso l'IWGP United States Championship contro Jay White, Omega si riunì a Ibushi, ridando vita al tag team con cui aveva debuttato in Giappone ed effettuando un turn face; poco tempo dopo Omega, Ibushi e gli Young Bucks formarono una nuova stable denominata Golden Elite. Il 9 giugno 2018, a Dominion, chiuse la tetralogia contro Okada in un 2-Out-of-3 Falls match durato circa 65 minuti, vincendo per 2-1 e conquistando l'IWGP Heavyweight Championship.
Il 7 luglio 2018, al G1 Special a San Francisco, difese con successo il titolo contro Cody; al termine dell'incontro fu attaccato dai membri tongani del Bullet Club (King Haku, Tanga Loa e Tama Tonga), ma fu salvato dallo stesso Cody, con cui si è alla fine riconciliato. Il 1º settembre ha preso parte ad All In, pay-per-view indipendente organizzato da Cody e gli Young Bucks, sconfiggendo Penta El Zero. Il 4 gennaio 2019, a Wrestle Kingdom 13, fu sconfitto da Hiroshi Tanahashi perdendo l'IWGP Heavyweight Championship.
Il 2 febbraio il suo contratto con la NJPW scadde e non venne rinnovato.

### All Elite Wrestling (2019–presente)
Il 7 febbraio 2019 venne annunciato che Kenny Omega aveva firmato un contratto con la neonata federazione All Elite Wrestling; durante la conferenza stampa indetta a Las Vegas per pubblicizzare il primo pay-per-view della compagnia, Double or Nothing, fu attaccato dal suo vecchio rivale e connazionale Chris Jericho, da cui poi fu sconfitto all'evento nell'incontro che avrebbe decretato lo sfidante di Adam Page per l'assegnazione dell'AEW World Championship. Dopo il match furono entrambi attaccati da Jon Moxley.
Il 29 giugno 2019, a Fyter Fest, Omega e gli Young Bucks sconfissero i Lucha Brothers e Laredo Kid. Il 13 luglio, a Fight for the Fallen, sconfisse Cima.
Il 31 agosto, ad All Out, avrebbe dovuto affrontare Moxley, ma a causa di un infortunio occorso a quest'ultimo il match fu cancellato; al suo posto Omega affrontò Pac ma quest'ultimo riuscì ad imporsi su Omega vincendo per TKO. Il 9 novembre, a Full Gear, affrontò finalmente Jon Moxley in un Unsanctioned match, venendo anche in questo caso sconfitto.
Il 22 gennaio 2020, in coppia con Adam Page, sconfisse i SoCal Uncensored conquistando l'AEW World Tag Team Championship. Il 29 febbraio, a Revolution, i due hanno mantennero le cinture contro i Young Bucks. Quest'ultimo incontro è stato valutato con un punteggio di 6 stelle dal giornalista Dave Meltzer, diventando il tag team match con il punteggio più alto mai assegnato dalla rivista Wrestling Observer (Omega inoltre detiene insieme ad Okada il record per il punteggio più alto mai assegnato ad un match singolo: 7).
Il 2 dicembre 2020 Omega sconfisse il campione in carica Jon Moxley nella puntata speciale di Dynamite, chiamata Winter is Coming concludendo la sua striscia di imbattibilità e sottraendogli l'AEW World Championship.
Il 25 aprile 2021, al PPV Rebellion, in un Winner Takes All match, sconfisse Rich Swann conquistando per la prima volta l'Impact World Championship. Omega si ritrovò così ad essere contemporaneamente campione del mondo per tre federazioni: AEW, Impact Wrestling e Lucha Libre AAA. Il 13 agosto, durante la prima puntata di AEW Rampage, perse il titolo Impact a favore di Christian Cage. Sempre contro quest'ultimo, al PPV All Out, difense con successo il titolo AEW.
Il 19 novembre 2021 Omega perse l'AEW World Championship nel main event di Full Gear contro l'ex tag team partner Adam Page. A seguito dell'incontro Omega rimarrà fuori dal ring per 9 mesi per sottoporsi ad una serie di cure mediche tra cui interventi chirurgici alla spalla e alla schiena (legit). Il 22 novembre, tre giorni dopo il ritiro provvisorio, anche il Mega Campeonato AAA rimase vacante.
Il 17 agosto 2022 Omega fece il suo ritorno in AEW lottando e sconfiggendo, insieme agli Young Bucks (The Elite), la Facción Ingobernable nel primo round del torneo per l'assegnazione del nuovo titolo AEW World Trios Championship. Omega e gli Young Bucks si laureeranno infine campioni inaugurali del titolo, sconfiggendo Adam Page ed il Dark Order nella finale del torneo ad All Out. Tuttavia a seguito della rissa che coinvolse l'Elite, CM Punk, Ace Steel ed altri lottatori (legit), avvenuta dopo il media scrum di All Out, Omega e gli altri furono temporaneamente sospesi. Tony Khan rese perciò vacante il titolo Trios tre giorni dopo.
Il 19 novembre Omega e i Bucks fecero ritorno a Full Gear e sfidarono il Death Triangle, nuovi detentori del titolo Trios, senza riuscire però a vincere. Durante il pay-per-view Tony Khan annunciò che l'incontro tra i sei lottatori sarebbe stato solo il primo di una best of seven series valida per il titolo che si concluderà a favore dell'Elite [4-3] nell'episodio di Dynamite dell'11 gennaio.
Il 5 marzo 2023 l'Elite perse nuovamente il titolo contro la House of Black a Revolution.

## Vita privata
Smith parla fluentemente il giapponese e si astiene dall'uso di alcool e tabacco; durante il tempo libero partecipa spesso a fiere ed eventi collegati al mondo dei videogiochi, di cui è un grande appassionato.
Smith ha confessato di soffrire di vertigini dal 2018.

## Personaggio

### Mosse finali

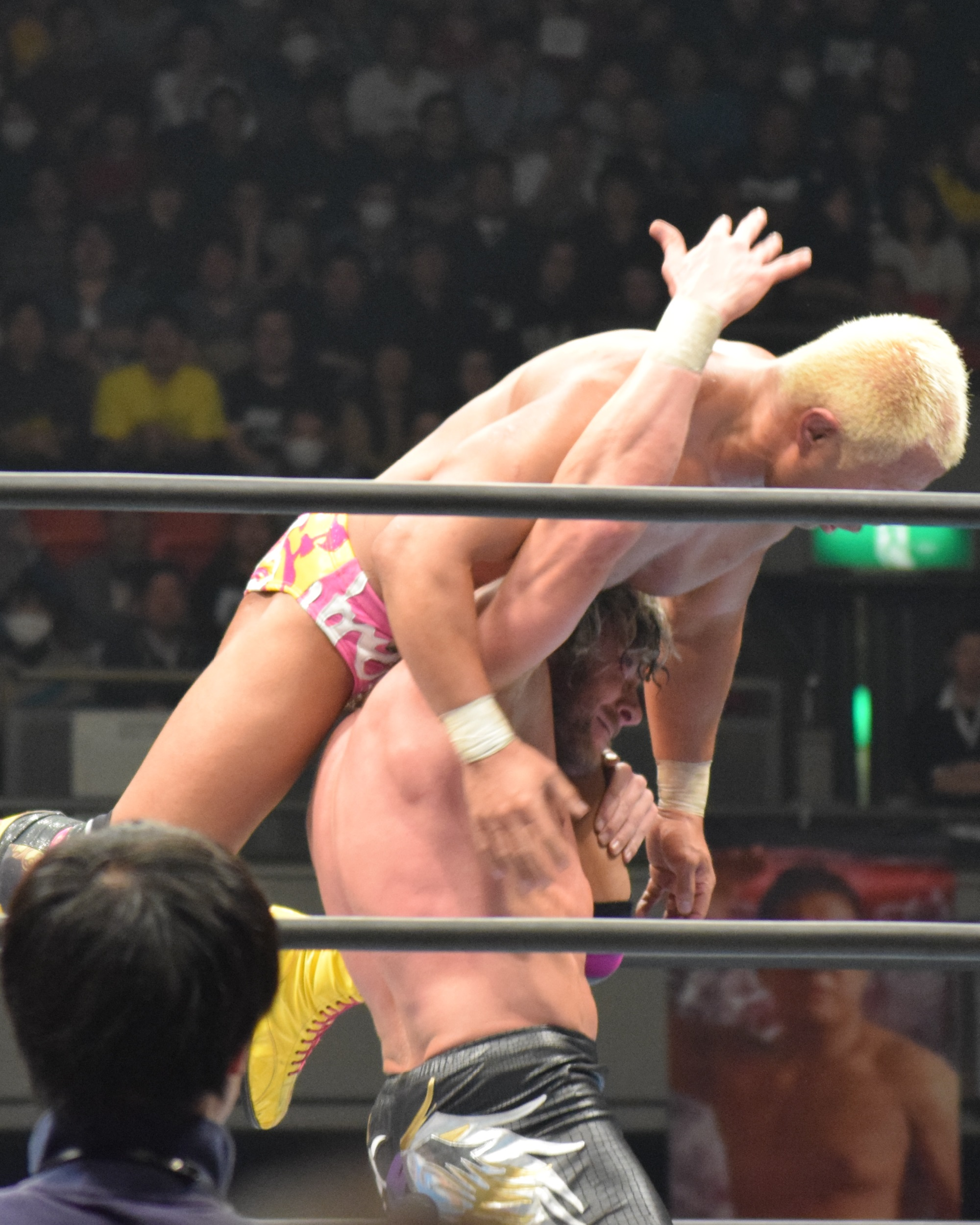
Kenny Omega mentre esegue la One Winged Angel

- Croyt's Wrath (Electric chair suplex)
- One Winged Angel (Electric chair driver)

### Soprannomi
- "Belt Collector"
- "Best Bout Machine"
- "Cleaner"
- "Cornerstone"
- "Destiny Flower"
- "Omega Champion"

## Titoli e riconoscimenti
- 4 Front Wrestling

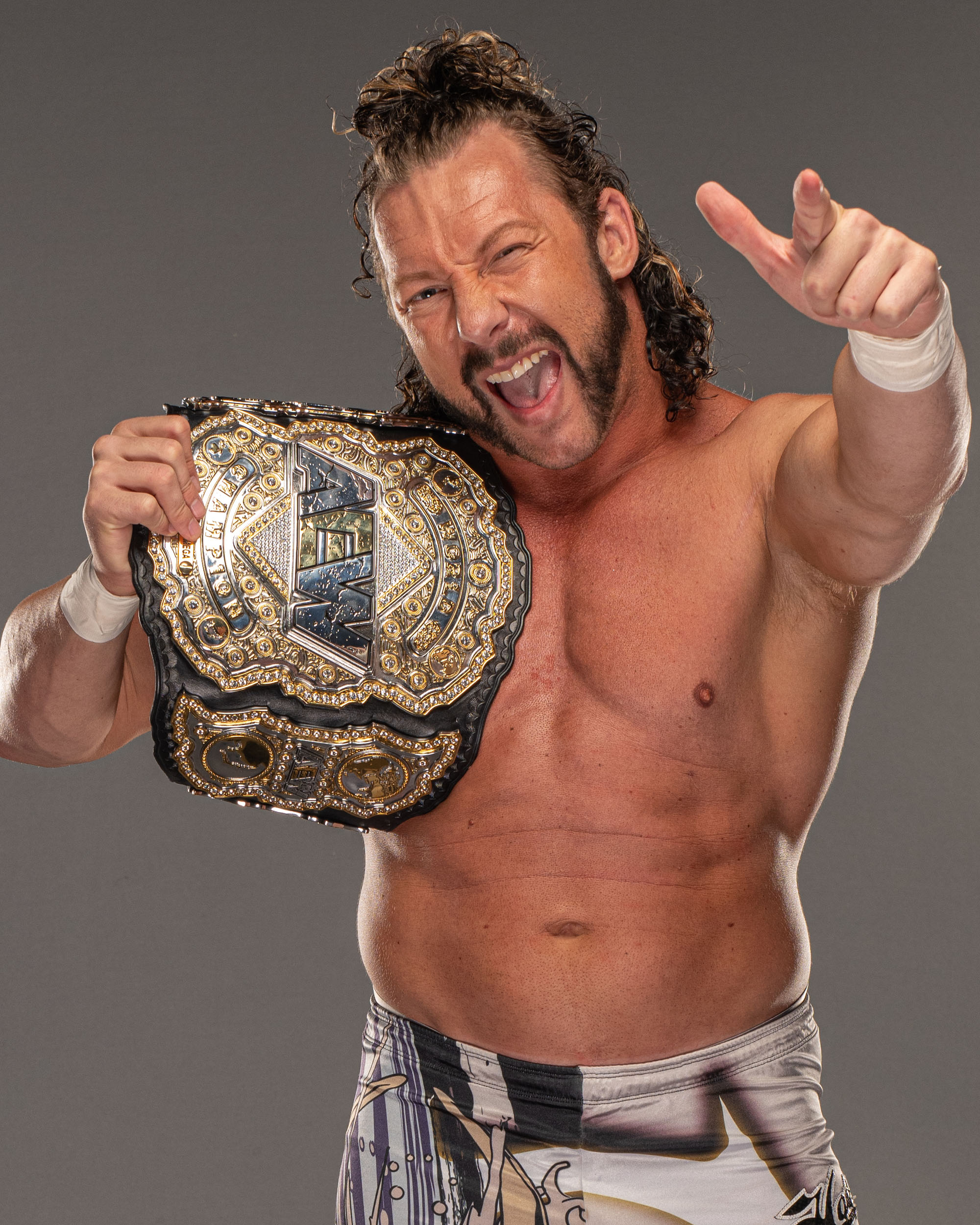
Kenny Omega con l'AEW World Championship

  - 4FW Junior Heavyweight Championship (1)
- Asistencia Asesoría y Administración
  - AAA Mega Championship (1)
- All Elite Wrestling
  - AEW World Championship (1)
  - AEW International Championship (1)
  - AEW World Tag Team Championship (1) – con Adam Page
  - AEW World Trios Championship (2) – con gli Young Bucks
- All Japan Pro Wrestling
  - AJPW World Junior Heavyweight Championship (1)
- Canadian Wrestling's Elite
  - CWE Tag Team Championship (1) – con Danny Duggan
- Canadian Wrestling Federation
  - CWF Heavyweight Championship (1)
- Dramatic Dream Team
  - KO-D Extreme Division Championship (1)
  - KO-D Openweight Championship (1)
  - KO-D 6-Man Tag Team Championship (2) – con Gota Ihashi e Kōta Ibushi (1) e con Daisuke Sasaki e Kōta Ibushi (1)
  - KO-D Tag Team Championship (3) – con Kōta Ibushi (2) e con Michael Nakazawa (1)
- Impact Wrestling
  - Impact World Championship (1)
- Jersey All Pro Wrestling
  - JAPW Heavyweight Championship (1)
  - JAPW Light Heavyweight Championship (1)
- Main Stream Wrestling
  - Canadian Unified Junior Heavyweight Championship (1)
- National Wrestling Alliance
  - NWA Canadian X Championship (1)
- New Japan Pro-Wrestling
  - IWGP Heavyweight Championship (1)
  - IWGP Junior Heavyweight Championship (2)
  - IWGP Intercontinental Championship (1)
  - IWGP United States Championship (2)
  - IWGP Junior Heavyweight Tag Team Championship (1) – con Kōta Ibushi
  - NEVER Openweight 6-Man Tag Team Championship (2) – con gli Young Bucks
  - G1 Climax (2016)
- Premier Championship Wrestling
  - PCW Heavyweight Championship (4)
  - PCW Tag Team Championship (2) – con Chris Stevens (1) e con Rawskillz (1)
- Pro Wrestling Guerrilla
  - PWG World Championship (1)
- Pro Wrestling Illustrated
  - Feud of the Year (2017) – vs. Kazuchika Okada
  - Match of the Year (2017) – vs. Kazuchika Okada
  - Match of the Year (2018) – vs. Kazuchika Okada
  - 1º tra i 500 migliori wrestler singoli nella PWI 500 (2018, 2021)
- Sports Illustrated
  - Wrestler of the Year (2017)
- Wrestling Observer Newsletter
  - Best Wrestling Maneuver (2016)
  - Feud of the Year (2017) – vs. Kazuchika Okada
  - Match of the Year (2017) – vs. Kazuchika Okada
  - Japanese MVP (2018)
  - Match of the Year (2018) – vs. Kazuchika Okada
  - Most Outstanding Wrestler (2018)
  - Wrestler of the Year (2018)
  - Hall of Fame (2020)